# Зерина Цокоја
Зерина Цокоја (Сарајево, 19. септембар 1964) је босанскохерцеговачка певачица поп музике.

## Биографија
Деведесетих година прошлог века, песма Ево ти све што имам винула је у сам врх југословенске естраде младу Сарајку, која је претходно темеље своје популарности већ изградила титулом прве пратиље Мис Босне и Херцеговине. Зерина Цокоја била је велико освежење, не само својим изгледом, већ и карактеристичним гласом. Хит-мејкери Ђорђе Новковић и Зринко Тутић знали су то веома добро искористити хитовима: Ничија није до зоре сјала, Грлим јастук на којем си спав'о, И док пиће пијемо полако, те већ поменутом Ево ти све што имам.

## Фестивали
Београдско пролеће:
- Ја љубим, љубим те (дует са Нарцисом Вучином), друга награда публике, '88

Сплит:
- Звизда од слободе (дует са Нарцисом Вучином, вече Устанак и море), '88[5]

Југословенски избор за Евросонг:
- Вољећу те (дует са Нарцисом Вучином), осмо место, Љубљана '88[6]
- Без тебе, четврто место, Сарајево '91[7][8]
- Нека те пјесмом пробуде, четрнаесто место, Београд '92[9]

Макфест, Штип:
- Љубовна песна, '91[10]

Хрватски радијски фестивал:
- Била је то љубав (дует са Кемалом Монтеном), 2002

Славонија, Пожега:
- Пала чаша, 2002

Пјесма Медитерана, Будва:
- Звијезда сјеверна, 2004

## Дискографија

### Албуми
- Бачена је коцка, '86
- Ево ти све што имам, '90
- Нека ме пјесмом пробуде, '92
- Без твоје љубави, '95
- Не могу ти обећати, 2002